# Circles (Andrea Koevska)
Circles è un singolo della cantante macedone Andrea Koevska, pubblicato il 25 marzo 2022 su etichetta discografica Universal Music Denmark.

## Descrizione
Il 21 gennaio 2022 è stato annunciato che con Circles Andrea Koevska sarebbe stata una dei sei partecipanti a Za Evrosong, evento televisivo utilizzato come selezione del rappresentante macedone all'Eurovision Song Contest. Il brano è stato presentato insieme agli altri il successivo 28 gennaio durante il programma Stisni Play. Il 4 febbraio, in occasione dell'evento, Andrea Koevska è risultata la più votata dalla giuria internazionale e la terza preferita dal pubblico; una volta sommati i punteggi, è stata proclamata vincitrice, diventando di diritto la rappresentante eurovisiva macedone a Torino.
Una nuova versione di Circles con un arrangiamento leggermente modificato è stata presentata insieme al video musicale l'11 marzo 2022 sul canale YouTube del festival europeo. Il brano è stato reso disponibile come singolo digitale a partire dal seguente 25 marzo. Nel maggio successivo Andrea Koevska si è esibita durante la seconda semifinale della manifestazione europea, dove si è piazzata all'11º posto su 18 partecipanti con 76 punti totalizzati, non riuscendo a qualificarsi per la finale.

## Tracce
Testi di Aleksandar Masevski e Andrea Koevska, musiche di Aleksandar Masevski.
1. Circles – 3:00